# تیفا کالاتنسیس
تیفا کالاتنسیس (نام علمی: Typha kalatensis) نام یک گونه از سرده لوئی است.